# Làm tình qua điện thoại

Tranh vui mô tả cảnh làm tình qua điện thoại

Làm tình qua điện thoại hay còn gọi dân dã là A lô sex là loại quan hệ tình dục "ảo" theo đó các bên thực hiện những hành vi tình dục của mình thông qua đường liên lạc bằng điện thoại, chủ yếu bằng âm thanh kích dục và coi đó là thú vui để thoả mãn khoái cảm. Một số quan điểm xã hội cho rằng một hành vi lệch lạc tình dục và chỉ có những kẻ bệnh hoạn, những người có vấn đề về mặt tâm lý mới dùng đến hoạt động làm tình qua điện thoại để thỏa mãn nhu cầu sinh lý. Dù vậy, hoạt động này là một ngành công nghiệp sex ở các nước phương Tây và dần trở thành một trào lưu ở một số nước như Việt Nam, chủ yếu trong giới trẻ. Hành vi này đang được một bộ phận người bình thường, người dị tính và số đông người đồng tính sử dụng như một phương tiện để đạt được khoái cảm tình dục khi không có bạn tình bên cạnh.
Làm tình qua điện thoại được Amy Flowers coi là một sự thể hiện của việc quan hệ con người chuyển qua giai đoạn thứ ba trong đó kỹ thuật công nghệ đóng vài trò trung gian. Giai đoạn thứ nhất được mô tả là quan hệ con người gần gũi, bền vững và ban sơ. Giai đoạn thứ hai mang tính tạm thời và rời rạc qua quá trình công nghiệp hóa và đô thị hóa.

## Vai trò
Ở một số nước, làm tình qua điện thoại được coi là một ngành công nghiệp tình dục. Một nhân viên trực điện thoại để thực hiện vấn đề này được xem là kiểu của người lao động tình dục và có thể là diễn viên khiêu dâm, đôi khi được gọi là "diễn viên điện thoại", "hay nghệ sĩ tưởng tưởng", "nghệ sĩ điện thoại" thâm chí được phong danh là "nghệ sĩ biểu diễn âm thanh gợi tình" những người này phải có kinh nghiệm trong lĩnh vực, có khả năng trò chuyện tốt cùng với khả năng và kinh nghiệm để phân biệt và đáp ứng một cách thích hợp những yêu cầu đa dạng của khách hàng.
Những người làm nghề Phone sex này nhận yêu cầu tham gia nhiều cuộc thảo luận, trò chuyện liên quan đến chủ đề tình dục. Thường thì những yêu cầu này liên quan đến chủ đề cấm kỵ mà khách hàng trả tiền không thể tham gia cuộc gặp hay quan hệ trực tiếp do những vấn đề liên quan đến đời sống tình dục bị pháp luật và đạo đức chi phối, do ức chế tâm lý, thiếu khả năng thể chất hay sợ xấu hỗ, sợ bị xã hội kỳ thị. Do đó, mục đích lớn của quan hệ tình dục qua điện thoại dựa trên góc độ là một ngành thương mại là để cung cấp cho người dân với một phương pháp trợ giúp trực tiếp để thủ dâm, theo đó, khách hàng lựa chọn phone sex như một phương tiện để tiết lộ những suy nghĩ và cảm xúc thật về tình dục với một người lạ mặt mà sẽ không tiếp xúc trục tiếp.
Ngoài việc là một ngành công nghiệp tình dục đáp ứng cho các nhu cầu xã hội của một bộ phận người dân, làm tình qua điện thoại còn là một ngành thương mại có thể kiếm được những khoản tiền lớn cho hệ thống cung cấp dịch vụ. Theo một thống kê năm 2007, hoạt động làm tình qua điện thoại đã đem về cho ngành công nghiệp tình dục khoảng 500 triệu đô la Mỹ/năm.
Hầu hết các dịch vụ quan hệ tình dục điện thoại khi hoạt động đều có một mạng lưới quản lý điều phối viên (trực tiếp hoặc tự động) và những người thực hành. Nhiều nhà khai thác dịch vụ làm tình qua điện thoại sử dụng những dịch vụ văn phòng để quảng cáo dịch vụ của họ. Phần lớn các dịch vụ hiện đại sử dụng số điện thoại miễn phí, theo đó khách hàng có thể quay số để yêu cầu một cuộc gọi với một người cung cấp dịch vụ, đặc biệt bằng cách sử dụng thẻ tín dụng, hệ thống thẻ thanh toán tự động và một loạt các phương pháp thanh toán khác. Số lượng người sử dụng ngày càng tăng, các nhà cung cấp ngày càng phong phú, mức động cung cấp dịch vụ ngày càng chuyên nghiệp.
Các nhà cung cấp dịch vụ làm tình qua điện thoại này thường quảng cáo dịch vụ của họ trên các tạp chí của nam giới (playboy), trên các tạp chí khiêu dâm và video, truyền hình cáp ban đêm, và các dịch vụ trực tuyến. Các công ty dịch vụ điện thoại sẽ cung cấp các dịch vụ thanh toán cho các công ty kinh doanh trong lĩnh vực làm tình qua điện thoại những đường dây trò chuyện. Thông thường các công ty điện thoại sẽ lập hoá đơn cho người gọi để trò chuyện qua thuê bao của mình và sau đó nộp 45% tiền thu được cho các nhà thuê bao.
Theo Công ty Điện thoại Providence, độ dài trung bình của một cuộc gọi đến dịch vụ cung cấp phản ánh sự thay đổi khuynh hướng tình dục. Ví dụ như người gọi là đồng tính sẽ nói chuyện khoảng 20 phút cho mỗi cuộc gọi, trong khi người gọi trực tiếp theo nhu cầu sẽ nói chuyện khoảng 10 phút cho mỗi cuộc gọi. Khoảng 30% tổng số người được thử thách thường liên quan đến vấn đề thể chất (ví dụ như mù) hoặc không thể rời khỏi nhà của họ vì lý do nào đó.

## Cách thức và đối tượng
Đây là kiểu quan hệ tình dục mang tính chất ảo có cơ chế thông qua sự tác động khá rõ rệt của người ảo trong quá trình tự kích thích, thủ dâm. Các hoạt động này kích thích cực mạnh đến não bộ, khiến cho người thực hiện hành vi có khoái cảm. Làm tình qua điện thoại được thực hiện nhờ chính âm thanh, giọng nói... làm tác nhân giúp con người đạt được khoái cảm trong việc thủ dâm hoặc khi họ không có cơ hội gần gũi bạn tình.
Cuộc trò chuyện điện thoại tình dục có thể biểu hiện qua nhiều hình thức, bao gồm: hướng dẫn các làm tình, những âm thanh tình dục, kể lại những câu chuyện hay lời thú tội tình dục, thẳng thắn thể hiện cảm xúc tình dục hay tình yêu và các cuộc thảo luận về chủ đề rất cá nhân và nhạy cảm khác.
Đối tượng thực hiện thường chọn những lúc đêm khuya, khi mọi người xung quanh đã ngủ thì sẽ bắt đầu thực hiện. Một trong hai đối tượng, bất kể là nam hay nữ, là bot hay top (từ ngữ của những người đồng tính) đối tượng nào có nhu cầu sẽ là người chủ động cầm máy gọi điện thoại cho bên kia. Đầu dây bên này bắt máy, nhận ra tín hiệu phát ở đầu dây bên kia là bắt đầu cùng bắt đầu thực hiện hành vi.
Họ sẽ kích thích nhau bằng những thứ ngôn ngữ hết sức gợi dục kèm theo đó là những tiếng rên rỉ đầy khoái lạc. Bắt đầu họ mơn trớn, kích thích dục vọng qua lời nói, sau đó cởi hết quần áo và cuộc quan hệ qua điện thoại bắt đầu. Họ kể tỷ mỷ từng hành động, khiến nó ám ảnh vào tâm trí. Đồng thời ở đầu dây mỗi bên, mỗi người sẽ có những cách tự kích thích, thủ dâm theo các kiểu khác nhau cho đến khi cả hai nhanh chóng đạt đến cơn cực khoái thì trò chơi này kết thúc. Hành động này sẽ được tiếp diễn với mức độ dày đặc hay thưa thớt, nhanh hay chậm tùy thuộc vào mỗi cặp.
Làm tình qua điện thoại sẽ tạo ra một kết nối thân xác đối với những người không có điều kiện ở gần nhau. Tuy nhiên, đối với nhiều người mới vào nghề, cách quan hệ này cũng gây cho họ một số khó khăn nhất định như: không biết nói gì, không biết nói như thế nào cho hấp dẫn. Âm thanh của làm tình qua điện thoại không đơn thuần chỉ là lời nói mà đó còn là những âm thanh của hành động. Giải thích cho bạn tình của mình hiểu chính xác những gì mình đang làm. Sau đó, chuyển đề tài sang hướng thân mật hơn bằng những câu nói mang tính gợi ý, gợi mở. Ngay lập tức đầu dây bên kia sẽ hiểu ý và trở thành người chủ động dẫn dắt cuộc nói chuyện ngay sau đó.
Chỉ cần một chiếc điện thoại là những người có nhu cầu tham gia có thể tìm được đối tượng để kết nối một cách dễ dàng. Đặc biệt, một số cô gái trẻ rất yêu thích hình thức này, vì gia đình quản chặt, không cho dùng máy tính, nên có thời gian là họ rủ nhau trò chuyện qua điện thoại, làm quen với những người bạn và cũng là để tìm kiếm một "người tình điện thoại".

## Mặt tích cực

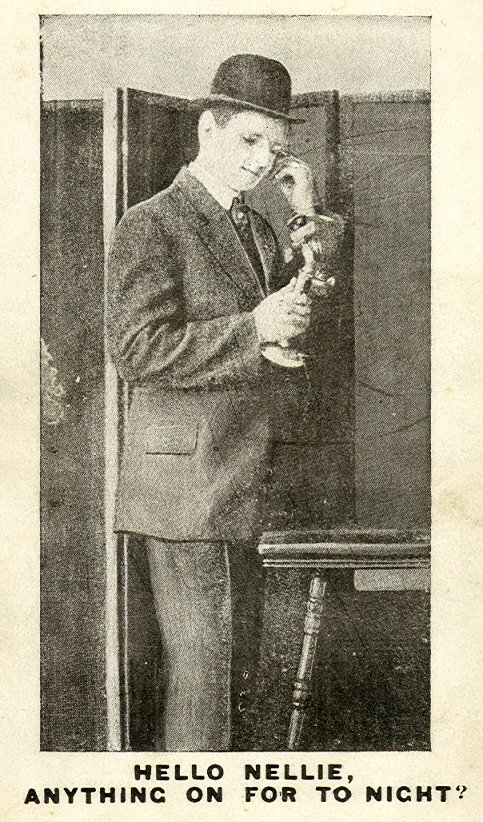
Theo nhiều người thì làm tình qua điện thoại cũng có tác dụng nhất định

Đối với người đồng tính thì họ cho rằng, làm tình qua điện thoại là một thú chơi, cách giúp họ hạn chế việc gặp gỡ bạn tình bừa bãi ở bên ngoài, do đó cũng giảm nguy cơ lây bệnh truyền nhiễm. Ngay cả những người đồng tính lớn tuổi, khó kiếm bạn tình nhất cũng có thể tìm được đối tác chính vì thế mà làm tình qua điện thoại lan truyền trong giới đồng tính với tốc độ khá nhanh.
Làm tình qua điện thoại kích thích mạnh đến bộ não con người, mang lại sự khoái cảm. Theo lý giải của giới dị tính, sở dĩ họ thích làm tình qua điện thoại vì bản thân nó mang đến cho họ nhiều khoái cảm. Đặc biệt là những cảm giác lạ mà họ chưa bao giờ có được khi tự kích thích một mình. Một số người do hoàn cảnh nên không có cơ hội được gần gũi người yêu thường xuyên nên phát sinh nhu cầu sinh lý cao, họ thường tự giải quyết bằng cách tự kích thích một mình nhưng như vậy thì họ không tìm được nhiều khoái cảm bằng việc có người cùng sướng với mình nên tìm đến biên pháp này như một cách để thỏa mãn nhu cầu sinh lý.
Hiện nay, làm tình qua điện thoại được nhiều đôi lựa chọn như là một cách yêu mới, nhất là đối với những người không có điều kiện ở gần nhau. Tuy nhiên, đa số các nam giới đều cho rằng, phụ nữ vẫn là những người thụ động trong cách yêu này, họ sợ nghe và sợ luôn cả nói về sex qua điện thoại. Nếu biết sử dụng đúng cách và được sự tán đồng của cả vợ và chồng, làm tình qua điện thoại sẽ mang lại những cảm xúc mới mẻ cho quan hệ tình dục.
Ở góc độ cá nhân, việc cung cấp dịch vụ làm tình qua điện thoại đang được một số người trong giới trẻ xem như một cách kiếm tiền hiệu quả, một số công khai việc này trên mạng Internet. Tùy thuộc vào mức độ chuyên nghiệp của từng người, mỗi lần quan hệ có mức giá khác nhau. Giá trị có thể được quy đổi ra thẻ card điện thoại, nạp thẳng vào thuê bao của bạn tình.

## Mặt tiêu cực

### Quan niệm và nhận thức
Theo ý kiến của nhiều người, làm tình qua điện thọi là sự loạn dâm hay lệch lạc tình dục, nói chính xác hơn là thủ dâm, tồn tại trong giới trẻ. Thú chơi này làm cho giới trẻ có những tư duy lệch lạc về tình dục. Tuy không trực tiếp hoạt động như gái mại dâm chuyên nghiệp, nhưng việc "chat sex" qua điện thoại cũng là một sự suy đồi về giá trị đạo đức. Các chuyên gia về tâm lý cũng cho rằng làm tình qua điện thoại thể hiện sự suy đồi về nhân cách. Làm tình qua điện thoại từ lâu vẫn được xem là một kiểu biến tướng tình dục dễ gây nguy hại cho con người nếu quá lạm dụng nó. Hành vi này tuy không gây ảnh hưởng trực tiếp đến những người xung quanh nhưng xét về lâu dài, thì làm tình qua điện thoại có thể gây nên những lệch lạc tình dục cho những người tham gia.
Ở Việt Nam, làm tình qua điện thoại được coi là một thú chơi được du nhập từ phương Tây qua một số du học sinh ở nước ngoài về, một số bạn trẻ chuyên cung cấp dịch vụ a lô sex trên mạng lúc đầu làm công việc này vì bất đắc dĩ nhưng sau đó không bỏ được do đam mê đồng thời việc nghiện sinh hoạt tình dục với "người ảo" cũng sẽ làm tâm sinh lý con người biến đổi theo chiều hướng tiêu cực, làm lệch lạc quan điểm tình dục, phủ nhận vai trò của bạn tình thực thụ.
Trong số những người bình thường có một số ít người thích tìm lạc thú bằng việc nói với người khác về tình dục. Tuy nhiên, sự lạm dụng sẽ khiến cho họ mắc chứng lệch lạc tình dục. Về lâu dài, những người này có thể sẽ mất dần những khoái cảm khi quan hệ thực sự với bạn tình. Và nguy hiểm hơn, khi không có ai cùng tham gia trò chơi đó nữa, một số người có thể sẽ đi quấy rối người khác, bất chấp đạo đức. Hành vi này đôi lúc bị người ngoài vô tình bắt gặp hay theo dõi bắt được tạo nên cảnh tượng hết sức phản cảm.
Trên thực tế, rất nhiều thanh niên tuổi mới lớn đã nghiện đến mức không ngại ngần đầu tư sức khỏe, tiền bạc lang thang tìm các mối điện thoại để tâm sự thâu đêm suốt sáng. Cũng vì thức đêm, chơi trò bệnh hoạn, một số thanh thiếu niên vốn hiền lành trong sáng, là con ngoan trò giỏi bỗng trở nên hư hỏng. Có nhiều cậu học trò bỏ bê học hành, để có tiền đi "alô sex" đã không từ thủ đoạn nào, từ trộm cắp đến cướp giật.
Cũng có nhiều cô gái ở tuổi dậy thì, hoặc trưởng thành vì cần tiền mà bán thân trên mạng. Nếu trước đây, người ta nghĩ rằng chỉ có những kẻ bệnh hoạn, những người có vấn đề về mặt tâm lý mới dùng đến "alô sex" để thỏa mãn nhu cầu sinh lý của mình, thì giờ đây loại hình này đang ảnh hưởng đến cả những người bình thường.
Ngoài ra xuất hiện một hình thức quấy rối mới: nói chuyện tình dục qua điện thoại di động đang diễn ra khá rầm rộ và nạn nhân chính của những vụ việc này chính là những thanh thiếu niên mới lớn. Nhiều người phải đổi luôn cả số điện thoại hoặc không dùng điện thoại để không bị làm phiền. Có nhiều kiểu quấy rối tình dục qua điện thoại di động, những cú điện thoại sex cứ liên tục gọi vào máy đối tượng này, nếu họ không bắt máy thì sau đó sẽ nhận ngay những tin nhắn tục tĩu, tiếp đến là những hình ảnh được gửi qua MMS.

### Về sức khỏe
Theo một chuyên gia tâm lý, nếu quá lạm dụng đến kiểu quan hệ tình dục này sẽ rất nguy hiểm đến tâm sinh lý và sức khỏe sinh sản. Cơ thể bị yếu đi bởi do quá trình thủ dâm liên tục, kéo dài, xuất tinh nhiều, nhưng quá trình hồi sức ngắn. Sự sinh hoạt vô độ, không kiềm chế kéo dài gây mệt mỏi, làm ức chế tâm sinh lý, không kiểm soát được hành vi... Nếu không biết cách kiểm soát hành vi thủ dâm nhờ làm tình qua điện thoại sẽ gây hại cho sức khỏe trước mắt và ảnh hưởng trực tiếp đến cuộc sống tình dục lâu dài.
Mặt khác, nghiện thủ dâm, khoái cảm bằng hình thức này sẽ có nguy cơ làm giảm vai trò sản xuất tinh trùng của dương vật, dẫn đến rối loạn cương dương, thậm chí liệt dương, ảnh hưởng đến đời sống tình dục và vấn đề duy trì nòi giống sau này. Làm tình qua điện thoại còn dễ gây tổn thương nghiêm trọng đến sức khỏe đối với nữ giới, họ có thể mắc các bệnh viêm nhiễm nguy hiểm khi dùng tay hoặc sextoy, còn với nam giới, ngoài việc dương vật bị trầy xước, còn có thể bị tổn thương vĩnh viễn.

### Vấn đề kinh tế

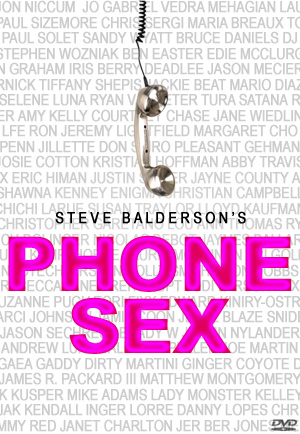
Làm tình qua điện thoại và những vấn đề về kinh tế

Xét về mặt kinh tế thì việc làm tình qua điện thoại cũng khá tốn kém. Thời gian cho mỗi lần "alo sex" không hề ngắn và nếu quy ra cước điện thoại là một số tiền không nhỏ. Nhiều người tham gia không thể dừng lại được. Cũng chính vì thế, một số người có thu nhập thấp, sau một thời gian tham gia "alo sex" đã trở thành nợ nần vì tiền điện thoại hàng tháng vượt cả mức thu nhập.
Nhiều người còn cho rằng làm tình qua điện thoại chính là sự biến tướng mới của hoạt động mại dâm, và phải được xử lý một cách thích hợp. Đã có một thị trường Alo sex tồn tại và hoạt động tại Việt Nam, trên mạng Internet còn có những đối tượng công khai cung cấp dịch vụ alo sex. Khi các đầu số trò chuyện kích dục qua điện thoại với thời gian dài để kích thích thì các nhà mạng đã hưởng một phần quyền lợi từ những cuộc gọi đó, gây một số tranh cãi liên quan đến phản ứng về việc này từ phía nhà mạng.

### Khắc phục
Theo các chuyên gia, người tham gia muốn thoát khỏi thói quen này phải quyết tâm và kiên trì thực hiện một số biện pháp sau:
- Xóa hết những nick chat, địa chỉ mail, đổi mật khẩu, đổi số diện thoại và không ghi nhớ bất cứ dữ liệu của một người bạn ảo nào.
- Không xem phim khiêu dâm, không đọc truyện và tiếp xúc với những đề tài khiêu dâm vào buổi tối.
- Tham gia tập thể thao để có sức khỏe và bồi bổ một bộ não khỏe mạnh, có thể kiểm soát được những hành vi cá nhân.
- Tham gia những hoạt động xã hội, hoạt động từ thiện để có những suy nghĩ tích cực và thực tế, thoát khỏi những ám ảnh tiêu cực trong thế giới ảo.
- Khi bị quấy rối, nên tắt máy ngay. Không nên đôi co với những kẻ biến thái lạ mặt. Nếu tình trạng này tiếp diễn nên đổi số điện thoại để tránh bị làm phiền và mạnh dạn tẩy chay những trò đùa này.[8]

## Phản ứng
Trước những phản ứng của dư luận xã hội tại Việt Nam, một số nhà cung cấp dịch vụ mạng đã có những biện pháp kiểm soát nhất định như mạng Vinaphone đã có văn bản quản lý sim rác một cách hiệu quả hơn, đối với những đầu số có dấu hiệu nghi vấn khi biết được thông tin sẽ tiến hành đình chỉ hoạt động 

## Trong văn hóa
Làm tình qua điện thoại được phản ánh qua các hình thức văn hóa ở một số nước phương Tây cụ thể là
Về âm nhạc
- Ca khúc "Sex Over the Phone" (tạm dịch: làm tình qua điện thoại) của nhóm Village People có ca khúc chủ đề chính liên quan đến làm tình qua điện thoại.
- Một bài hát cùng tên "Sex on the Phone" của nhóm E-Rotic cũng đề cập đến chủ đề làm tình bằng điện thoại.
- Bản nhạc "Phonography" một bonus track của album Circus do ca sĩ Britney Spears trình bày cũng sử dụng những đoạn làm tình qua điện thoại như là chủ đề chính.
- Ca sĩ Sandra Bernhard đã hát ca khúc "Phone Sex" trong ambum của cô là Excuses for Bad Behavior.
- Một đoạn video ca nhạc có tên "Sweet Emotion" có mô tả cảnh một người đàn ông đang làm tình qua phone với một người phụ nữ.
- Trong ca khúc "Baby Hello" thuộc ambum Peep Show sáng tác bởi Goudie cũng đề cập về phone sex.
- Bài ca "Wow, I can Get Sexual Too" của ban nhạc Say Anything cũng đề cập về làm tình qua điện thoại.
- Khúc ca "Sometimes a Fantasy" sáng tác bởi Billy Joel cũng có viết về phone sex.
- Bài hát có tựa đề "On the Hotline" lời của Pretty Ricky có nhắc đến một đoạn thoại ngắn liên quan đến chủ đề này.
- Một bài hát khác có tên "Telephone X" của Texas trong ambum 2003 của nhóm này thì làm tình qua điện thoại cũng được tái hiện.
- Một đoạn cuối của ca khúc "What's Ya Phone #" của 2Pac mô tả về một cuộc gọi có chủ đề sex.

Phim ảnh
- Trong bộ phim American Pie 2 có chiếu một cảnh sex bằng điện thoại và được lồng tiếng bởi Stifler.
- Bộ phim Ngày Valentine cũng đề cập về chủ đề trên.
- Bộ phim Eight Crazy Nights, một nhân vật trong phim cũng đã phát biểu những câu gợi dục qua điện thoại
- Phim Get Carter có nhân vật chính nhận được những cú điện thoại kiểu này.
- Trong phim Toy Soldiers Billy Tepper diễn xuất bởi diễn viên Sean Astin, có nói đến chuyện làm tình qua điện thoại một cách tự do vào mỗi tối.
- Trong phim Punch-Drunk Love cũng đề cập đến chủ đề làm tình này.
- Ngoài ra còn các bộ phim như Going the Distance, và bộ phim The film Girl 6, cũng đề cập đến việc làm tình qua điện thoại

Truyền hình
- Trong chương trình truyền hình Sex and the City (tính dục và thành phố), một nhân vật chính có tên, Miranda, đã gọi điện làm tình với một người đàn ông.
- Trong chương trình The Graham Norton Show, một thể loại chat show ở Vương quốc Anh cũng chiếu về cảnh làm tình qua phone
- Chương trình SexTV: The Channel, có nói đến chủ đề Sweet Talk (lời nói ngọt ngào) có đề cập đến ngành công nghiệp phonesex ở Bắc Mỹ.
- PodCast's Painkiller Already tập 13 cũng có nói nhiều về làm tình qua điện thoại